# Gerhard Auer

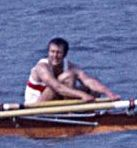
Gerhard Auer im Jahr 1971

Gerhard Auer (* 29. Juni 1943 in Tepl, Reichsgau Sudetenland; † 21. September 2019 in Rodalben) war ein deutscher Ruderer.

## Laufbahn als Ruderer
Der Ruderer vom Ulmer RC Donau stieß 1969 zum Bodensee-Vierer. Neben Schlagmann Peter Berger saßen Hans-Johann Färber und Alois Bierl im Boot. Wegen der großen Kraftwerte der vier Ruderer wurden sie als der Bullenvierer bekannt. Mit Steuermann Stefan Voncken wurden die vier 1969 Europameister und 1970 Weltmeister. 1971 verteidigte das Boot mit Steuermann Uwe Benter seinen Europameistertitel.
Das seit Jahren ungeschlagene Boot war haushoher Favorit für die Olympischen Spiele 1972 in München. Der Bullenvierer gesteuert von Uwe Benter gewann die erwartete Goldmedaille sicher vor den Booten aus der DDR und der Tschechoslowakei, es sollte das einzige Rudergold für die Bundesrepublik 1972 bleiben. Dafür erhielten er und die anderen Mitglieder des Bullenvierers am 11. September 1972 das Silberne Lorbeerblatt.
Nach den Olympischen Spielen trennte sich die Besatzung, nur Hans-Johann Färber war auch bei den Olympischen Spielen 1976 noch dabei.

## Berufliche Laufbahn
Mit kurzzeitiger Unterbrechung  war Gerhard Auer fast 40 Jahre lang (1979–2018) geschäftsführender Gesellschafter der Wasa Wohnen GmbH & Co. Kg im pfälzischen Waldfischbach-Burgalben. Die Firma produzierte und vertrieb hochwertige Massivholzmöbel mit dem Anspruch auf gesundes Wohnen.